# Доссена, Альчео
Альче́о Доссе́на (итал. Alceo Dossena) (1878, Кремона — 1937, Рим) — итальянский скульптор, чьи работы приобретали крупнейшие музеи мира, полагая, что это произведения эпохи Возрождения и античности.

## Биография

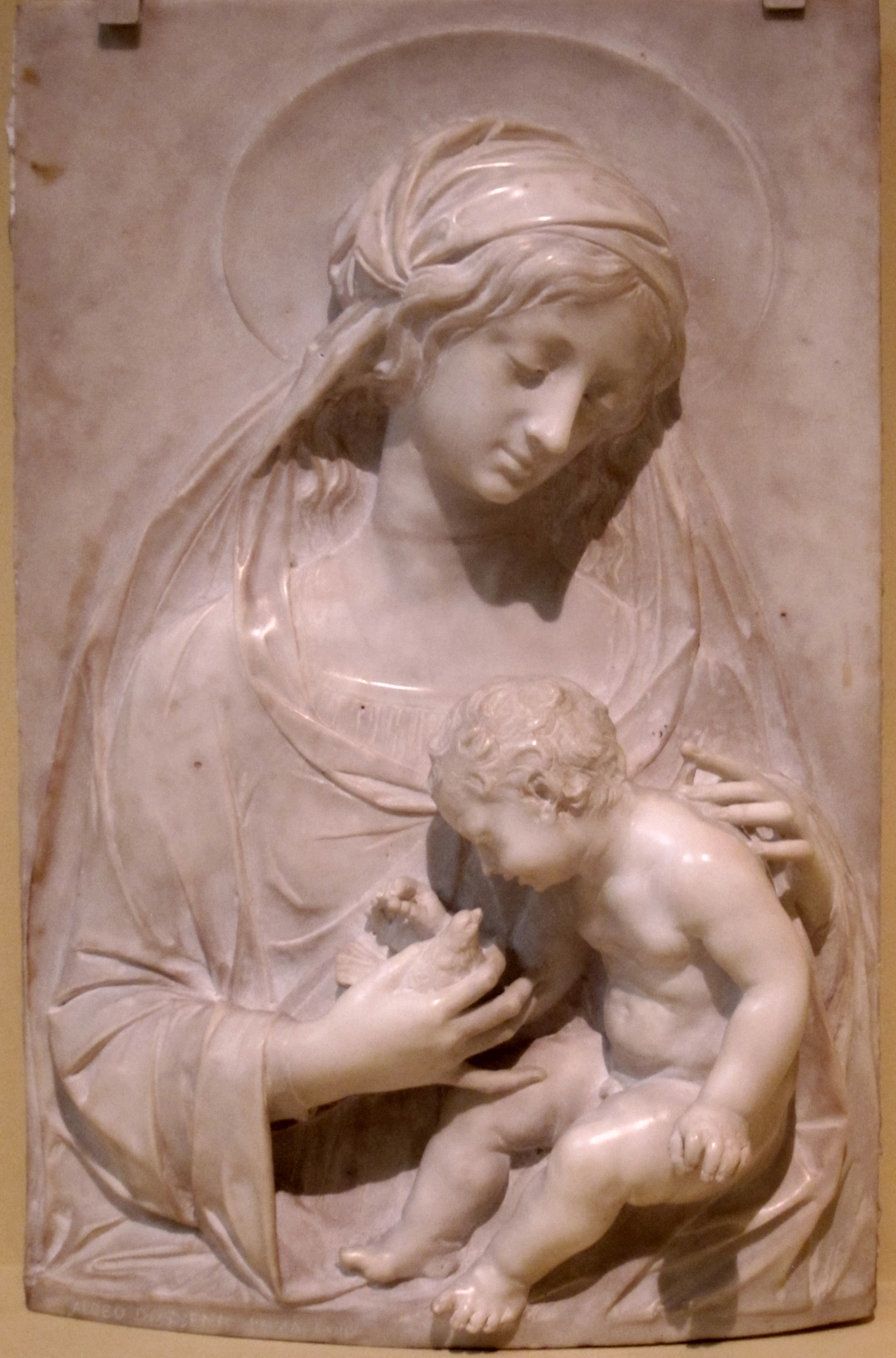
Альчео Доссена.Мадонна с младенцем, мрамор, 1930, Художественный музей Сан-Диего

Альчео Доссена родился в Кремоне в небогатой семье. Он с детства проявлял способности к рисованию. После окончания начальной Альчео учился в профессиональной школе, где изучал прикладное искусство и скульптуру, но в возрасте двенадцати лет был отчислен. Тогда он поступил в камнерезную мастерскую, которая изготавливала балюстрады, бордюры, наличники и прочие архитектурные детали различных стилей, чтобы удовлетворить всевозможные запросы заказчиков, возводивших новые и реставрировавших старые здания. Недолгое время он учился в Милане у скульптора А.Монти.
В 1900 году Альчео женился, через год у него родился сын, и семья переехала в Парму.
В 1914 году Доссена был призван в армию, служил сначала в Перудже, а затем в Риме на оружейном складе и в Поджо-Миртето.
В канун Рождества 1916 года, находясь в увольнении в Риме, Доссена познакомился с ювелиром и антикваром Альфредо Фазоли, которому продал свою работу — небольшой мраморный барельеф мадонны. Рельеф произвёл впечатление, и когда Доссена в 1919 году вернулся в Рим после демобилизации, он стал получать заказы от Фазоли. Заказчику были нужны произведения, имитирующие античные находки, произведения готики и Ренессанса. Доссена создал множество скульптур, которые лучшие специалисты принимали за старинные оригиналы. Он применял оригинальную обработку поверхности, создавая эффект «патины», не отличимой от естественной. Доссена не копировал старинные оригиналы, а создавал из камня, дерева, терракоты свои собственные произведения, мастерски воспроизводящие стиль соответствующей эпохи.
Фазоли и его партнёр Палези продавали работы Доссены крупнейшим музеям мира и коллекционерам, выдавая их за вновь обнаруженные старинные подлинники. Он получал за них рекордные для этого времени суммы. Бостонский музей изящных искусств приобрел «саркофаг работы Мино да Фьезоле» за 100 000 долларов, музей Метрополитен — «Греческую кору», художественный музей Кливленда — «Мадонну с младенцем», приписываемую Джованни Пизано. Согласно оценкам, только музеями США за работы Доссены было заплачено более полумиллиона долларов. При этом сам Доссена получал лишь мизерную часть этих сумм, близкую по величине к обычному вознаграждению ремесленника-камнереза.

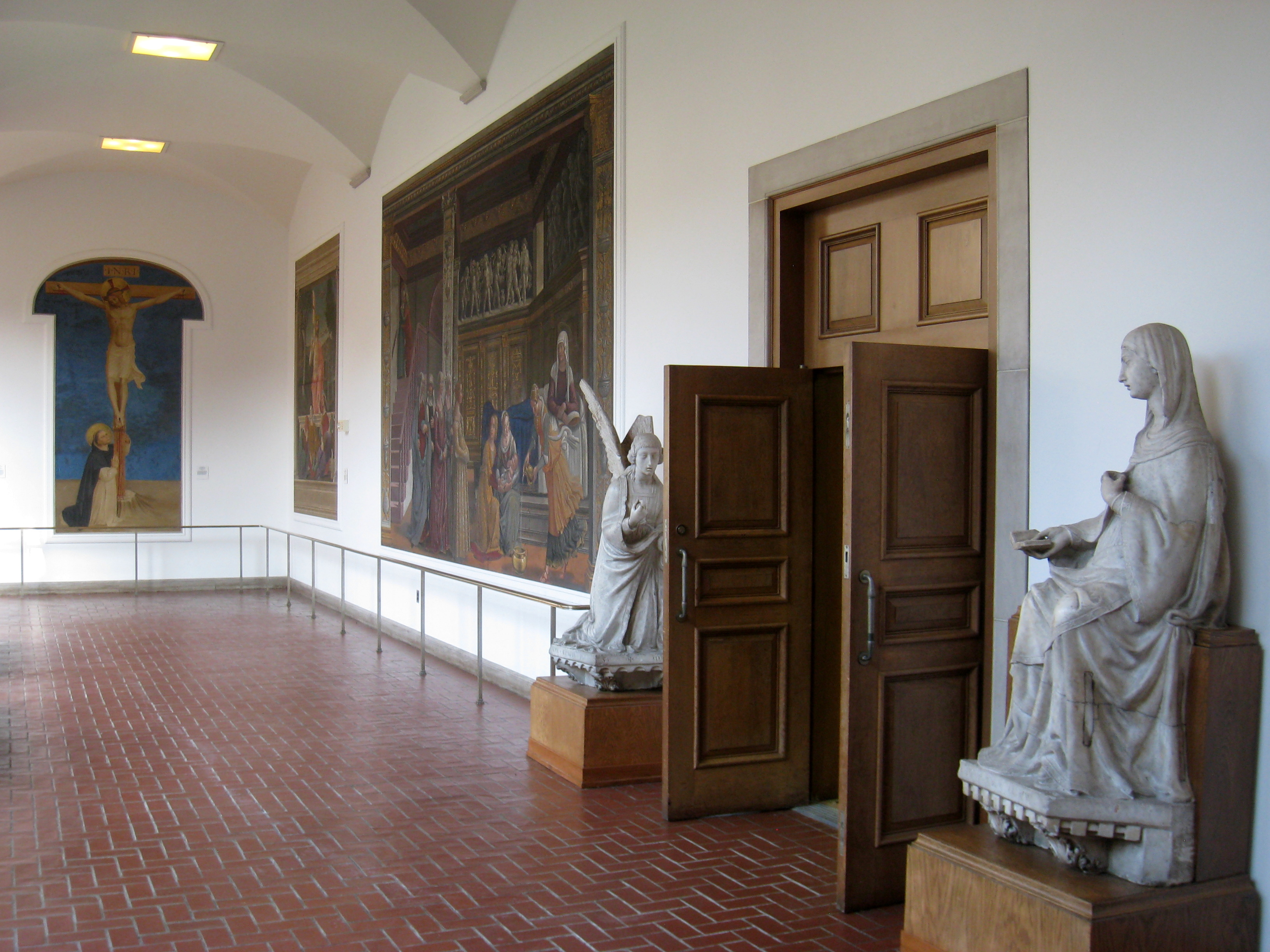
Скульптуры Альчео Доссены в Питтсбургском университете.

Когда в 1927 году у Доссены умерла жена, у него не оказалось достаточно средств, чтобы оплатить погребальные расходы. Он обратился за авансом к Фазоли, но получил отказ, что привело к конфликту и разрыву отношений. К этому времени Доссена стал догадываться о величине сумм, за которые продаются его работы, и он решил предать гласности своё авторство. Доссена вчинил Фазоли иск на 1 250 000 лир. Фазоли ответил обвинением Доссены в антифашизме, утверждая, что тот, работая над бюстом Муссолини, вербально оскорблял дуче. Но Доссена смог склонить на свою сторону одного из лидеров фашистской партии — Р. Фариначчи, который одним своим участием в процессе предопределил его исход. Обвинение в оскорблении режима было отвергнуто за недостатком доказательств. Доссена расплатился с Фариначчи двумя небольшими статуями.
Эксперты музеев, отвечавшие за приобретение произведений Доссены, не могли поверить, что стали жертвой обмана, что никому не известный скульптор мог создать столь совершенную имитацию разных стилей и эпох. Доссена предъявлял специалистам доказательства, в частности, намеренно отколотые им фрагменты мраморных статуй. На короткое время Доссена стал весьма популярен. Его выставки были организованы в нескольких городах Италии и Германии. Немецкий институт культурных исследований снял о нём фильм.
Дассена умер в 1937 году в римской больнице для бедных.